# Ізвору-Рече (Стойлешть, Вилча)
Ізвору-Рече (рум. Izvoru Rece) — село у повіті Вилча в Румунії. Входить до складу комуни Стойлешть.
Село розташоване на відстані 144 км на північний захід від Бухареста, 19 км на південь від Римніку-Вилчі, 82 км на північний схід від Крайови, 123 км на південний захід від Брашова.

## Населення
За даними перепису населення 2002 року у селі проживали 352 особи, усі — румуни. Усі жителі села рідною мовою назвали румунську.